# Categoriestelling van Baire
De categoriestelling van Baire is een belangrijk instrument in de algemene topologie en de functionaalanalyse.
De stelling heeft twee vormen, die elk voor een topologische ruimte voldoende voorwaarden zijn dat deze topologische ruimte tevens een Baire-ruimte is.
De stelling werd in 1899 door René Baire in zijn proefschrift bewezen.

## Formulering van de categoriestelling
Een Baire-ruimte is een topologische ruimte met de volgende eigenschap: voor elke aftelbare collectie van open, dichte verzamelingen {\displaystyle \{U_{n}\}}, is hun doorsnede {\displaystyle \bigcap {U_{n}}} dicht.
- (BCS1): Elke volledige metrische ruimte is een Baire-ruimte. Meer in het algemeen is elke topologische ruimte, die homeomorf is aan een open deelverzameling van een volledige pseudometriek een Baire-ruimte. Dus is elke volledig metriseerbare topologische ruimte een Baire-ruimte.
- (BCS2): Elke lokaal compacte Hausdorff-ruimte is een Baire-ruimte. Het bewijs is gelijksoortig aan de voorafgaande stelling BCS1; de eindige doorsnede eigenschap neemt de rol over die in BCS1 door volledigheid wordt gespeeld.

Merk op dat geen van deze uitspraken de andere impliceert, aangezien er een volledige metrische ruimte bestaat die niet lokaal compact is (de irrationale getallen met de metriek, die hieronder wordt gedefinieerd), en er ook een lokaal compacte Hausdorff-ruimte bestaat, die niet metriseerbaar is (de onaftelbare Fort-ruimte).
- (BCS3): een niet-lege volledige metrische ruimte is NIET de aftelbare vereniging van nergens-dichte verzamelingen (dat wil zeggen verzamelingen, waarvan de afsluiting een dicht complement heeft).

Deze formulering is een gevolg van BCS1 en is soms nuttig in toepassingen. Ook: als een niet-lege volledige metrische ruimte de aftelbare vereniging van gesloten verzamelingen is, dan heeft een van deze gesloten verzamelingen een niet leeg inwendige.

## Relatie tot het keuzeaxioma
De bewijzen van BCT1 en BCT2 voor willekeurige volledige metrische ruimten vereisen enige vorm van het keuzeaxioma; in feite is BCT1 gelijkwaardig over ZF aan een zwakke vorm van het keuzeaxioma genaamd het axioma van afhankelijke keuzes.
De beperkte vorm van de categoriestelling van Baire, waarin de volledige metrische ruimte ook geacht wordt scheidbaar te zijn, is zonder additionele keuzeprincipes binnen ZF bewijsbaar. Deze beperkte vorm is in het bijzonder van toepassing op de reële lijn, de Baire-ruimte ω ω en de Cantor-ruimte 2ω.

## Voetnoten
1. ↑  R. Baire. Sur les fonctions de variabelen reelles (Over functies van reële variabelen). Annali. di Mat., 3:1-123, 1899.
2. ↑  Blair 1977
3. ↑  Levy 1979, blz. 212